# Majdal Shams
Majdal Shams (en árabe: مجدل شمس‎; en hebreo, מג'דל שמס) es un municipio druso bajo administración israelí, aunque la comunidad internacional lo reconoce (junto con el resto de los Altos del Golán) como parte de Siria. Situado en las estribaciones meridionales del monte Hermón, al norte de los Altos del Golán, pertenece a la gobernación siria de Quneitra. Localizado en torno a 1.200 m s.n.m. es el municipio más elevado del país. La mayoría de sus residentes son siro-drusos. Durante la guerra de los Seis Días, en junio de 1967, el pueblo fue conquistado por Israel en su ofensiva contra Siria, y lo gobierna desde entonces, primero bajo la ley marcial, pero desde la aprobación de la Ley de los Altos del Golán en 1981, ley israelí por la que Israel anexiona unilateralmente los Altos del Golán, los habitantes son gobernados por la administración israelí y se incorporaron al sistema israelí de concejos locales.
Majdal Shams es la mayor de las cuatro poblaciones siro-drusas de los Altos del Golán ocupados por Israel, las otras poblaciones son los pueblos de Ein Qiniyye, Masade y Buqata.
Según la Oficina Central de Estadísticas de Israel, la población de Majdal Shams contaba 10.930 habitantes en 2017. Su tasa de crecimiento es de 2,5 %. La mayor parte de los habitantes son drusos y quedan algunos cristianos, aunque la mayoría de ellos se marcharon de la ciudad en los años 1940 y 1950. La mayoría de los drusos en los Altos del Golán (80%) se identifican como ciudadanos de Siria y no aceptan la ciudadanía israelí, únicamente un 20 % posee ciudadanía israelí.
El 27 de julio de 2024, un proyectil explosivo alcanzó la localidad. El proyectil impactó directamente en un campo de fútbol local, matando a doce adolescentes y niños, todos ellos de edades comprendidas entre los 10 y los 20 años. Al menos 34 personas resultaron heridas de diversa consideración. Docenas de personas con heridas de diversa gravedad fueron transportadas a hospitales por equipos de Maguén David Adom y helicópteros de las Fuerzas de Defensa de Israel (FDI).
Israel acusó a Hezbolá de ser los responsables del ataque; mientras que la organización libanesa afirmó que ellos habían atacado una base militar israelí en el Golán pero negó su responsabilidad en el ataque al campo de fútbol.

## Cine
La película La novia siria, de Eran Riklis, se desarrolla en Majdal Shams.